# Благовещенская пустынь
Благовещенская пустынь — мужской православный монастырь, основанный в 1480 году Иваном III в городе Медынь. Был разорен в Смутное время, впоследствии восстановлен и существовал уже как собор.

## История
В 1480 году после победы при стоянии на реке Угре великий князь Иван III основал в Медыни мужской православный монастырь — Благовещенскую пустынь. В Смутное время (Литовское разорение) монастырь был разрушен.

### XVII век
В 1660 году уроженцы Медыни, старцы Пафнутьево-Боровского монастыря, Авврамий, Иона и Феодосий, организуют восстановление пустыни. По свидетельству Авраамия в монастыре и в самой Медыни никто не живёт. Запустение города и обители связано с последствиями эпидемии чумы 1654—1655 годов. Царь Алексей Михайлович отдал возрождаемой пустыни участок земли на берегу Медынки, у развалин бывшего Благовещенского собора.
Перечень игуменов медынского Благовещенского монастыря справочник П. М. Строева фиксирует с 1660 г. В. В. Зверинский полагал, что монастырь и был основан в 1660 году.  Текст одной из выходных записей в собрании рукописей РГБ сообщает о том, что «сия книга города Мядыни Благовещенскаго м[о]настыря написася в лето 7106»,  то есть  существование монастыря не позднее 1597/98 г документально подтверждено.
Воссозданию пустыни помогли граждане Медыни — Невежа Дмитриевич Самарин, некто Поливанов и другие. На старом месте строится новый деревянный Благовещенский собор. Настоятелем восстановленного монастыря назначается Авраамий, в это должности он был до 1675 года.
В 1672 году крестьяне стольника Ивана Богдановича Камынина (владелец Адуево) насильственно завладели остатками Медынского Благовещенского монастыря, забрали сено, хлеб и избу. Похищенное было возвращено по воле патриарха Питирима.
Спустя двадцать лет, в 1680 году, указом Фёдора Алексеевича, Благовещенская пустынь и Медынское городище отходит во владение к Новоиерусалимскому монастырю.

#### XVIII век
В 1759 году, на Пасху, по неосторожности клира, деревянный Благовещенский собор сгорел. Через пять лет, 6 февраля 1764 года, по ходатайству отставного капитана Петра Буланина и благословению Московского митрополита Тимофея Щербацкого строится деревянная церковь на том же месте и того же наименования. В 1838 году и эта церковь сильно обветшала и восстановлена Калужским епископом Николаем за его счёт.
В 1840 году собор обветшал, а пустынь упразднена. В сороковых годах XIX века собор бывшей пустыни восстановили и он стал приходским храмом во владении Воскресенского Новоиерусалимского монастыря .
В 1777 году на территории Благовещенской пустыни был построен собор во имя Константина и Елены (на илл). 